# Neoseiulella corrugata
Neoseiulella corrugata är en spindeldjursart som först beskrevs av Schicha 1983.  Neoseiulella corrugata ingår i släktet Neoseiulella och familjen Phytoseiidae. Inga underarter finns listade i Catalogue of Life.